# 안젤라 페더스톤
앤절라 페더스톤(Angela Featherstone, 1965년 4월 3일 ~ )은 캐나다의 배우이다.
해밀턴에서 태어났다.

## 출연 작품
- 마이 데드 보이프렌드 (2015년)
- Beneath the Dark (2010)
- 솔로이스트 (2009년)
- 범죄도시 (2008년)
- 러브 헐리우드 스타일 (2006년)
- 케이브드 인 (2006년)
- 마더 (2006년)
- 원 웨이 아웃 (2002년)
- 증인 보호 (2002년)
- 프레셔 (2001년) - 앰버 역
- 소울 서바이버 (2001년)
- 러브 셀레모니 (2000년)
- 테이크다운 (2000년)
- 더 길티 (2000년) - 타냐 덩컨 역
- 비포 뉴 이어 (1999년)
- 제로 이펙트 (1998년) - 제스 역
- 웨딩 싱어 (1998년) - 린다 역
- 콘 에어 (1997년) - 지니 역
- 일타운 (1996년) - 릴리 역
- 패밀리 캅스 (1995년)
- 다크 엔젤 (1994년)
- 이블 데드 3 - 암흑의 군단 (1992년)

### 텔레비전
- 프렌즈 (1997) - 클로이 역